# 2024 en golf
Cet article présente les faits marquants de l'année 2024 en golf.

## Évènements

### Jeux olympiques
- Golf aux Jeux olympiques d'été de 2024